# Shameka Christon
Shameka Delynn Christon (Hot Springs, 15 de febrero de 1982) es una baloncestista estadounidense de la Women's National Basketball Association (WNBA), y que ocupa la posición de alero.
Fue reclutada por los New York Liberty en la 5ª posición de la primera ronda del Draft de la WNBA de 2004, equipo donde militó entre ese año y 2009, para pasar posteriormente a los Chicago Sky (2010], San Antonio Stars (2012–2014) y Phoenix Mercury, donde juega desde 2015.
En 2004 fue elegida la baloncestista del año en la Southeastern Conference, mientras que en 2009 fue parte del All-Star Game de la WNBA.

## Estadísticas

### Totales
| Año                                                                                              | Equipo | J   | JI  | MJ   | TC  | ITC  | TC%  | 3P  | 3PA  | 3P%  | 2P  | 2PA  | 2P%  | TL  | ITL | TL%   | RBO | RBD | RBT | AST | STL | BLK | TOV | PF  | PTS  |
| ------------------------------------------------------------------------------------------------ | ------ | --- | --- | ---- | --- | ---- | ---- | --- | ---- | ---- | --- | ---- | ---- | --- | --- | ----- | --- | --- | --- | --- | --- | --- | --- | --- | ---- |
| 2004                                                                                             | NYL    | 33  | 4   | 560  | 67  | 189  | .354 | 24  | 82   | .293 | 43  | 107  | .402 | 33  | 51  | .647  | 19  | 49  | 68  | 23  | 9   | 9   | 32  | 71  | 191  |
| 2005                                                                                             | NYL    | 34  | 9   | 809  | 111 | 270  | .411 | 24  | 89   | .270 | 87  | 181  | .481 | 65  | 76  | .855  | 25  | 67  | 92  | 41  | 33  | 19  | 50  | 100 | 311  |
| 2006                                                                                             | NYL    | 34  | 34  | 987  | 136 | 348  | .391 | 52  | 156  | .333 | 84  | 192  | .438 | 99  | 120 | .825  | 28  | 92  | 120 | 44  | 20  | 42  | 82  | 105 | 423  |
| 2007                                                                                             | NYL    | 33  | 32  | 1065 | 118 | 328  | .360 | 39  | 119  | .328 | 79  | 209  | .378 | 93  | 117 | .795  | 34  | 115 | 149 | 70  | 34  | 19  | 82  | 99  | 368  |
| 2008                                                                                             | NYL    | 31  | 31  | 947  | 153 | 385  | .397 | 71  | 175  | .406 | 82  | 210  | .390 | 111 | 134 | .828  | 31  | 63  | 94  | 51  | 35  | 17  | 61  | 93  | 488  |
| 2009 ★                                                                                           | NYL    | 32  | 31  | 1014 | 154 | 383  | .402 | 78  | 204  | .382 | 76  | 179  | .425 | 128 | 148 | .865  | 29  | 127 | 156 | 56  | 28  | 27  | 56  | 102 | 514  |
| 2010                                                                                             | CHI    | 10  | 9   | 213  | 28  | 78   | .359 | 14  | 35   | .400 | 14  | 43   | .326 | 15  | 16  | .938  | 3   | 21  | 24  | 24  | 3   | 2   | 9   | 23  | 85   |
| 2012                                                                                             | SAS    | 34  | 31  | 695  | 83  | 232  | .358 | 54  | 158  | .342 | 29  | 74   | .392 | 50  | 64  | .781  | 17  | 50  | 67  | 43  | 18  | 16  | 20  | 41  | 270  |
| 2013                                                                                             | SAS    | 33  | 14  | 740  | 82  | 267  | .307 | 50  | 156  | .321 | 32  | 111  | .288 | 33  | 38  | .868  | 10  | 45  | 55  | 24  | 16  | 11  | 24  | 55  | 247  |
| 2014                                                                                             | SAS    | 31  | 0   | 338  | 38  | 107  | .355 | 25  | 81   | .309 | 13  | 26   | .500 | 12  | 15  | .800  | 9   | 31  | 40  | 6   | 7   | 4   | 8   | 33  | 113  |
| 2015                                                                                             | PHO    | 12  | 0   | 76   | 12  | 28   | .429 | 4   | 16   | .250 | 8   | 12   | .667 | 6   | 6   | 1.000 | 1   | 4   | 5   | 7   | 2   | 0   | 3   | 15  | 34   |
| Carrera                                                                                          |        | 317 | 195 | 7444 | 982 | 2615 | .376 | 435 | 1271 | .342 | 547 | 1344 | .407 | 645 | 785 | .822  | 206 | 664 | 870 | 389 | 205 | 166 | 427 | 737 | 3044 |
| Notas: J=Juegos; JI=Juegos iniciales; MJ=Minutos jugados; ITC=Intentos de TC; ITL=Intentos de TL |        |     |     |      |     |      |      |     |      |      |     |      |      |     |     |       |     |     |     |     |     |     |     |     |      |

### Por juego
| Año                                                                                              | Equipo | J   | JI  | MJ   | TC  | ITC  | TC%  | 3P  | 3PA | 3P%  | 2P  | 2PA | 2P%  | TL  | ITL | TL%   | RBO | RBD | RBT | AST | STL | BLK | TOV | PF  | PTS  |
| ------------------------------------------------------------------------------------------------ | ------ | --- | --- | ---- | --- | ---- | ---- | --- | --- | ---- | --- | --- | ---- | --- | --- | ----- | --- | --- | --- | --- | --- | --- | --- | --- | ---- |
| 2004                                                                                             | NYL    | 33  | 4   | 17.0 | 2.0 | 5.7  | .354 | 0.7 | 2.5 | .293 | 1.3 | 3.2 | .402 | 1.0 | 1.5 | .647  | 0.6 | 1.5 | 2.1 | 0.7 | 0.3 | 0.3 | 1.0 | 2.2 | 5.8  |
| 2005                                                                                             | NYL    | 34  | 9   | 23.8 | 3.3 | 7.9  | .411 | 0.7 | 2.6 | .270 | 2.6 | 5.3 | .481 | 1.9 | 2.2 | .855  | 0.7 | 2.0 | 2.7 | 1.2 | 1.0 | 0.6 | 1.5 | 2.9 | 9.1  |
| 2006                                                                                             | NYL    | 34  | 34  | 29.0 | 4.0 | 10.2 | .391 | 1.5 | 4.6 | .333 | 2.5 | 5.6 | .438 | 2.9 | 3.5 | .825  | 0.8 | 2.7 | 3.5 | 1.3 | 0.6 | 1.2 | 2.4 | 3.1 | 12.4 |
| 2007                                                                                             | NYL    | 33  | 32  | 32.3 | 3.6 | 9.9  | .360 | 1.2 | 3.6 | .328 | 2.4 | 6.3 | .378 | 2.8 | 3.5 | .795  | 1.0 | 3.5 | 4.5 | 2.1 | 1.0 | 0.6 | 2.5 | 3.0 | 11.2 |
| 2008                                                                                             | NYL    | 31  | 31  | 30.5 | 4.9 | 12.4 | .397 | 2.3 | 5.6 | .406 | 2.6 | 6.8 | .390 | 3.6 | 4.3 | .828  | 1.0 | 2.0 | 3.0 | 1.6 | 1.1 | 0.5 | 2.0 | 3.0 | 15.7 |
| 2009                                                                                             | NYL    | 32  | 31  | 31.7 | 4.8 | 12.0 | .402 | 2.4 | 6.4 | .382 | 2.4 | 5.6 | .425 | 4.0 | 4.6 | .865  | 0.9 | 4.0 | 4.9 | 1.8 | 0.9 | 0.8 | 1.8 | 3.2 | 16.1 |
| 2010                                                                                             | CHI    | 10  | 9   | 21.3 | 2.8 | 7.8  | .359 | 1.4 | 3.5 | .400 | 1.4 | 4.3 | .326 | 1.5 | 1.6 | .938  | 0.3 | 2.1 | 2.4 | 2.4 | 0.3 | 0.2 | 0.9 | 2.3 | 8.5  |
| 2012                                                                                             | SAS    | 34  | 31  | 20.4 | 2.4 | 6.8  | .358 | 1.6 | 4.6 | .342 | 0.9 | 2.2 | .392 | 1.5 | 1.9 | .781  | 0.5 | 1.5 | 2.0 | 1.3 | 0.5 | 0.5 | 0.6 | 1.2 | 7.9  |
| 2013                                                                                             | SAS    | 33  | 14  | 22.4 | 2.5 | 8.1  | .307 | 1.5 | 4.7 | .321 | 1.0 | 3.4 | .288 | 1.0 | 1.2 | .868  | 0.3 | 1.4 | 1.7 | 0.7 | 0.5 | 0.3 | 0.7 | 1.7 | 7.5  |
| 2014                                                                                             | SAS    | 31  | 0   | 10.9 | 1.2 | 3.5  | .355 | 0.8 | 2.6 | .309 | 0.4 | 0.8 | .500 | 0.4 | 0.5 | .800  | 0.3 | 1.0 | 1.3 | 0.2 | 0.2 | 0.1 | 0.3 | 1.1 | 3.6  |
| 2015                                                                                             | PHO    | 12  | 0   | 6.3  | 1.0 | 2.3  | .429 | 0.3 | 1.3 | .250 | 0.7 | 1.0 | .667 | 0.5 | 0.5 | 1.000 | 0.1 | 0.3 | 0.4 | 0.6 | 0.2 | 0.0 | 0.3 | 1.3 | 2.8  |
| Carrera                                                                                          |        | 317 | 195 | 23.5 | 3.1 | 8.2  | .376 | 1.4 | 4.0 | .342 | 1.7 | 4.2 | .407 | 2.0 | 2.5 | .822  | 0.6 | 2.1 | 2.7 | 1.2 | 0.6 | 0.5 | 1.3 | 2.3 | 9.6  |
| Notas: J=Juegos; JI=Juegos iniciales; MJ=Minutos jugados; ITC=Intentos de TC; ITL=Intentos de TL |        |     |     |      |     |      |      |     |     |      |     |     |      |     |     |       |     |     |     |     |     |     |     |     |      |